# Джеймі Макленнан
Джеймі Макленнан (англ. Jamie McLennan, нар. 30 червня 1971, Едмонтон) — канадський хокеїст, що грав на позиції воротаря.
Провів 259 матчів у Національній хокейній лізі. 

## Ігрова кар'єра
Хокейну кар'єру розпочав 1987 року виступами в складі команди «Альберта Рейдерс». Згодом три сезони захищав кольори клубів ЗХЛ «Спокан Чифс» і «Летбридж Гаррікейнс». 
1991 року був обраний на драфті НХЛ під 48-м загальним номером командою «Нью-Йорк Айлендерс». 
Відігравши два сезони за «Ричмонд Ренегейдс» (ХЛСУ) і «Кепітал-Дистрикт Айлендерс» (АХЛ) у сезоні 1993/94 Джеймі дебютував у складі «Нью-Йорк Айлендерс». Впродовж трьох років Макленнан чергував виступи в складі фарм-клубів в ІХЛ та в складі «остров'ян».
Відігравши два сезони в складі «Вустер АйсКетс» (АХЛ) Джеймі підписав контракт з клубом НХЛ «Сент-Луїс Блюз». За підсумками сезону 1997/98 отримав Приз Білла Мастерсона. 
Сезон 2000/01 Джеймі провів у складі «Міннесота Вайлд», а в 2002 перейшов до «Калгарі Флеймс». Незважаючи на успішну гру в складі «Флеймс» Джеймі так і лишився другим номером команди після чеха Романа Турека, а після появи в команді Міікка Кіпрусоффа Макленнана було продано до «Нью-Йорк Рейнджерс».
Після локауту (2004/05) Джеймі уклав однорічний контракт з «Флорида Пантерс». 
21 квітня 2007, Джеймі зіграв останній матч в НХЛ захищаючи ворота «Калгарі Флеймс» у матчі проти «Детройт Ред Вінгз».
Завершив свою кар'єру в японському клубі «Ніппон Папер Крейнес».

## Тренерська робота
10 липня 2008 директор клубу «Калгарі Флеймс» оголосив про призначення Джеймі скаутом команди. З 23 червня 2009, асистент головного тренера «Флеймс» Брента Саттера. 

## Робота на ТБ
Макленнан має свій власний блог на The Hockey News від 29 листопада 2014. Також є аналітиком телеканалів NHL Network і The Sports Network. Коментує матчі на радіо.

## Нагороди та досягнення
- Приз Білла Мастерсона — 1998.

## Статистика
| Сезон        | Клуб                         | Ліга         | Регулярний сезон | Регулярний сезон | Регулярний сезон | Регулярний сезон | Регулярний сезон | Регулярний сезон | Регулярний сезон | Регулярний сезон | Регулярний сезон | Плей-оф | Плей-оф | Плей-оф | Плей-оф | Плей-оф | Плей-оф | Плей-оф | Плей-оф |
| Сезон        | Клуб                         | Ліга         | І                | В                | П                | Н/OT             | Хв               | ПГ               | ІБГ              | ПГГ              | %ВК              | І       | В       | П       | Хв      | ПГ      | ІБГ     | ПГA     | %ВК     |
| ------------ | ---------------------------- | ------------ | ---------------- | ---------------- | ---------------- | ---------------- | ---------------- | ---------------- | ---------------- | ---------------- | ---------------- | ------- | ------- | ------- | ------- | ------- | ------- | ------- | ------- |
| 1987–88      | «Альберта Рейдерс»           | Альберта AAA |                  |                  |                  |                  | 1224             | 80               | 0                | 3.92             |                  | —       | —       | —       | —       | —       | —       | —       | —       |
| 1988–89      | «Спокан Чифс»                | ЗХЛ          | 11               |                  |                  |                  | 578              | 63               | 0                | 6.54             |                  | —       | —       | —       | —       | —       | —       | —       | —       |
| 1988–89      | «Летбридж Гаррікейнс»        | ЗХЛ          | 7                |                  |                  |                  | 368              | 22               | 0                | 3.59             |                  | —       | —       | —       | —       | —       | —       | —       | —       |
| 1989–90      | «Летбридж Гаррікейнс»        | ЗХЛ          | 34               | 20               | 4                | 2                | 1690             | 110              | 1                | 3.91             |                  | 13      | 6       | 5       | 677     | 44      | 0       | 3.90    |         |
| 1990–91      | «Летбридж Гаррікейнс»        | ЗХЛ          | 56               | 32               | 18               | 4                | 3230             | 205              | 0                | 3.81             |                  | 16      | 8       | 8       | 970     | 56      | 0       | 3.46    |         |
| 1991–92      | «Ричмонд Ренегейдс»          | ХЛСУ         | 32               | 16               | 12               | 2                | 1837             | 114              | 0                | 3.72             | .891             | —       | —       | —       | —       | —       | —       | —       | —       |
| 1991–92      | «Кепітал-Дистрикт Айлендерс» | АХЛ          | 18               | 4                | 10               | 2                | 952              | 60               | 1                | 3.78             | .885             | —       | —       | —       | —       | —       | —       | —       | —       |
| 1992–93      | «Кепітал-Дистрикт Айлендерс» | АХЛ          | 38               | 17               | 14               | 6                | 2171             | 117              | 1                | 3.23             | .893             | 1       | 0       | 1       | 20      | 5       | 0       | 15.00   |         |
| 1993–94      | «Нью-Йорк Айлендерс»         | НХЛ          | 22               | 8                | 7                | 6                | 1237             | 61               | 0                | 2.84             | .905             | 2       | 0       | 1       | 82      | 6       | 53      | 4.39    | .887    |
| 1993–94      | «Солт-Лейк Голден-Іглс»      | ІХЛ          | 24               | 8                | 12               | 2                | 1320             | 80               | 0                | 3.64             | .889             | —       | —       | —       | —       | —       | —       | —       | —       |
| 1994–95      | «Нью-Йорк Айлендерс»         | НХЛ          | 21               | 6                | 11               | 2                | 1185             | 67               | 0                | 3.39             | .876             | —       | —       | —       | —       | —       | —       | —       | —       |
| 1994–95      | «Денвер Гріззліс»            | ІХЛ          | 4                | 3                | 0                | 1                | 239              | 12               | 0                | 3.00             | .906             | 11      | 8       | 2       | 640     | 23      | 1       | 2.15    | .929    |
| 1995–96      | «Нью-Йорк Айлендерс»         | НХЛ          | 13               | 3                | 9                | 1                | 636              | 39               | 0                | 3.68             | .886             | —       | —       | —       | —       | —       | —       | —       | —       |
| 1995–96      | «Юта Гріззліс»               | ІХЛ          | 14               | 9                | 2                | 2                | 728              | 29               | 0                | 2.39             | .911             | —       | —       | —       | —       | —       | —       | —       | —       |
| 1995–96      | «Вустер АйсКетс»             | АХЛ          | 22               | 14               | 7                | 1                | 1216             | 57               | 0                | 2.81             | .905             | 2       | 0       | 2       | 119     | 8       | 0       | 4.03    |         |
| 1996–97      | «Вустер АйсКетс»             | АХЛ          | 39               | 18               | 13               | 4                | 2152             | 100              | 2                | 2.79             | .903             | 4       | 2       | 2       | 262     | 16      | 0       | 3.66    | .894    |
| 1997–98      | «Сент-Луїс Блюз»             | НХЛ          | 30               | 16               | 8                | 2                | 1658             | 60               | 2                | 2.17             | .903             | 1       | 0       | 0       | 14      | 1       | 0       | 4.29    | .800    |
| 1998–99      | «Сент-Луїс Блюз»             | НХЛ          | 33               | 13               | 14               | 4                | 1763             | 70               | 3                | 2.38             | .891             | 1       | 0       | 1       | 37      | 0       | 0       | 0.00    | 1.000   |
| 1999–2000    | «Сент-Луїс Блюз»             | НХЛ          | 19               | 9                | 5                | 2                | 1009             | 33               | 2                | 1.95             | .903             | —       | —       | —       | —       | —       | —       | —       | —       |
| 2000–01      | «Міннесота Вайлд»            | НХЛ          | 38               | 5                | 23               | 9                | 2230             | 98               | 2                | 2.64             | .905             | —       | —       | —       | —       | —       | —       | —       | —       |
| 2001–02      | «Х'юстон Аерос»              | АХЛ          | 51               | 25               | 18               | 4                | 2852             | 130              | 3                | 2.74             | .905             | 14      | 8       | 6       | 880     | 31      | 2       | 2.11    | .929    |
| 2002–03      | «Калгарі Флеймс»             | НХЛ          | 22               | 2                | 11               | 4                | 1165             | 58               | 0                | 2.99             | .892             | —       | —       | —       | —       | —       | —       | —       | —       |
| 2003–04      | «Калгарі Флеймс»             | НХЛ          | 26               | 12               | 9                | 3                | 1446             | 53               | 4                | 2.20             | .910             | —       | —       | —       | —       | —       | —       | —       | —       |
| 2003–04      | «Нью-Йорк Рейнджерс»         | НХЛ          | 4                | 1                | 3                | 0                | 244              | 12               | 0                | 2.95             | .876             | —       | —       | —       | —       | —       | —       | —       | —       |
| 2004–05      | «Гілфорд Флеймс»             | БНЛ          | 3                | 2                | 1                | 0                | 185              | 8                | 0                | 2.59             | .941             | 7       | 4       | 3       | 385     | 13      | 0       | 2.02    | .925    |
| 2005–06      | «Флорида Пантерс»            | НХЛ          | 17               | 2                | 4                | 2                | 678              | 34               | 0                | 3.01             | .906             | —       | —       | —       | —       | —       | —       | —       | —       |
| 2006–07      | «Калгарі Флеймс»             | НХЛ          | 9                | 3                | 5                | 1                | 533              | 32               | 0                | 3.60             | .895             | 1       | 0       | 0       | 0       | 0       | 0       | 0.00    | —       |
| 2007–08      | «Ніппон Папер Крейнес»       | АХЛ          | 14               | 8                | 4                | 0                | 791              | 33               | 0                | 2.50             | .921             | 10      | 6       | 4       | 599     | 23      | 0       | 2.30    | .924    |
| Усього в НХЛ | Усього в НХЛ                 | Усього в НХЛ | 254              | 80               | 109              | 36               | 13834            | 617              | 13               | 2.68             | .898             | 5       | 0       | 2       | 133     | 7       | 0       | 3.16    | .892    |